# Бузовьязы
Бузовьязы (баш. Боҙаяҙ, тат. Бозаяз, Bozayaz) — село в Кармаскалинском районе Башкортостана, административный центр Бузовьязовского сельсовета. Согласно переписи 2020 года население составляло 1573 человека.

## История
Название происходит от гидронима — названия речки.
Основано служилыми мишарями Муслимом Каныбековым, Бакиром Бикметовым, Абдиком Каныбековым на вотчинных землях башкир Уршак-Минской волости Ногайской дороги по договору о припуске от 2 марта 1757 г. под названием Муслюмово (по имени первопоселенца Муслюма Каныбекова. Современное название с конца XVIII в.
Договор записан от имени вотчинников волости их поверенным Ретькой Зимбетовым :"…команды (мишарского) старшины Сулеймана Деваева, деревни Айметовы служилым мещеряками Муслюму Каныбекову, Бакиру Бикметову, Абдику Каныбекову с товарищи в том, что, имея у себя довольную землю, припустили мы их, Муслюма с товарищи, на старинную крепостную свою землю…"
В «Списке населенных мест по сведениям 1870 года», изданном в 1877 году, населённый пункт упомянут как деревня Бузовьязы 1-го стана Стерлитамакского уезда Уфимской губернии. Располагалась при речке Бузовьязе, на Оренбургском почтовом тракте из Стерлитамака в Уфу, в 75 верстах от уездного города Стерлитамака и в 30 верстах от становой квартиры в деревне Толбазы (Адиль-Муратова). В деревне, в 251 дворе жили 1632 человека (816 мужчин и 816 женщин, мещеряки, татары), были 2 мечети, 2 училища, почтовая станция, 5 водяных мельниц, 6 лавок, базары по пятницам. Жители занимались земледелием, скотоводством, лесным промыслом.
В 1906 г. зафиксирована русско-башкирская школа, почтовое отделение, 10 бакалейных лавок, хлебозапасный магазин. В 1935—1956 гг. административный центр Бузовьязовского района.

## Население
| 2002 | 2009  | 2010  |
| ---- | ----- | ----- |
| 1624 | ↘1541 | ↘1492 |

Национальный состав
Согласно переписи 2002 года, преобладающие национальности — татары (53 %), башкиры (42 %).

## Географическое положение
Расстояние до:
- районного центра (Кармаскалы): 26 км,
- ближайшей ж/д станции (Карламан): 39 км.

## Известные уроженцы
- Асянов, Фаниль Абдулхадыевич (30 декабря 1929 — 31 января 1995) — башкирский писатель, поэт, драматург, заслуженный работник культуры Башкирской АССР (1976), заслуженный работник культуры РСФСР (1980).
- Усаев, Канзафар (1738 — 10 июля 1804) — видный сподвижник Е. И. Пугачёва.

## Достопримечательности
Каменный мост через реку (бывший Екатерининский, конец XVIII в.) — исторический и архитектурный памятник.

## Религия
В селе есть мечеть.